# Valdas Papievis
Valdas Papievis (né le 9 juillet 1962) est un écrivain, journaliste et traducteur lituanien, né à Anykščiai.
Il vit en France depuis 1995, pays qui a inspiré deux de ses romans traduits en français : Un morceau de ciel sur terre et Ėko.
En 2010, Valdas Papievis obtient le Prix National de Littérature lituanienne.
Avec son roman "Eiti" (Un morceau de ciel sur terre), Papievis remporte plusieurs récompenses littéraires lituaniennes, dont le Prix du Livre le plus créatif (2011) et le Prix du meilleur roman lituanien de l'année (2011).
En 2016, il est récompensé par le Prix national de la culture et des arts de Lituanie.

## Etudes et carrière
- 1969 – 1980 Il a étudié à l'école secondaire Jonas Biliūnas d'Anykščiai
- 1980 – 1985 Il a étudié la littérature lituanienne à la Faculté de philologie de l'Université de Vilnius
- 1985 – 1990 Il a travaillé au rectorat de l'Université de Vilnius
- 1990 – 1992 Il a été conseiller du ministre Darius Kuolis au ministère lituanien de la Culture et de l'Éducation
- 1988 – 1990 Il participe à la publication du magazine culturel « Sietynas » (Chandelier)
- Depuis 1995, Il vit à Paris (France) et travaille à Radio Free Europe, fait des reportages en France pour la Radio lituanienne et est secrétaire du conseil d'administration de la Communauté lituanienne en France
- Depuis 1989, il est membre de l'Union des écrivains lituaniens

## Oeuvres
Publications en lituanien
- 1989 "L'Automne en Province" (roman)
- 1989 "La Vallée de l'Oubli" (recueil de nouvelles)
- 2003 « Les émigrants d’un été » (roman)
- 2010 "Eiti" (roman), traduit en Français par Caroline Paliulis (2020)
- 2015 "Odile ou la solitude des aéroports" (roman)
- 2017 "Les briquets anarchistes" (nouvelles)
- 2018 "Brydė" (thriller psychologique)
- 2021 "Ėko" (roman), traduit en Français par Caroline Paliulis (2023)
- 2006 – 2007 a écrit et préparé les mémoires du diplomate Adolfas Venskaus (1924–2007), qui ont été publiés dans le livre « Je suis reconnaissant pour tout dans la vie » (2009).
- Il a traduit des ouvrages scientifiques et de fiction de l'anglais et du français.

Traductions en français
- 2020 "Eiti" (Un morceau de ciel sur terre), traduit par Caroline Paliulis (Editions Le Soupirail)[1]
- 2023 "Ėko", traduit par Caroline Paliulis (Editions Le Soupirail)[2]

## Sources
1. ↑  FICEP, « VALDAS PAPIEVIS », sur ficep, 11 avril 2023 (consulté le 14 février 2025)
2. ↑  « Ėko - Les Argonautes Éditeur », sur argonautes-editeur.fr (consulté le 14 février 2025)